# ديمون تومسون
ديمون تومسون (بالإنجليزية: Damon Thompson) هو منافس ألعاب قوى باربادوسي، ولد في 5 مارس 1983.

## وصلات خارجية
- ديمون تومسون على موقع الاتحاد الدولي لألعاب القوى (الإنجليزية)